# Schloss Frederiksborg

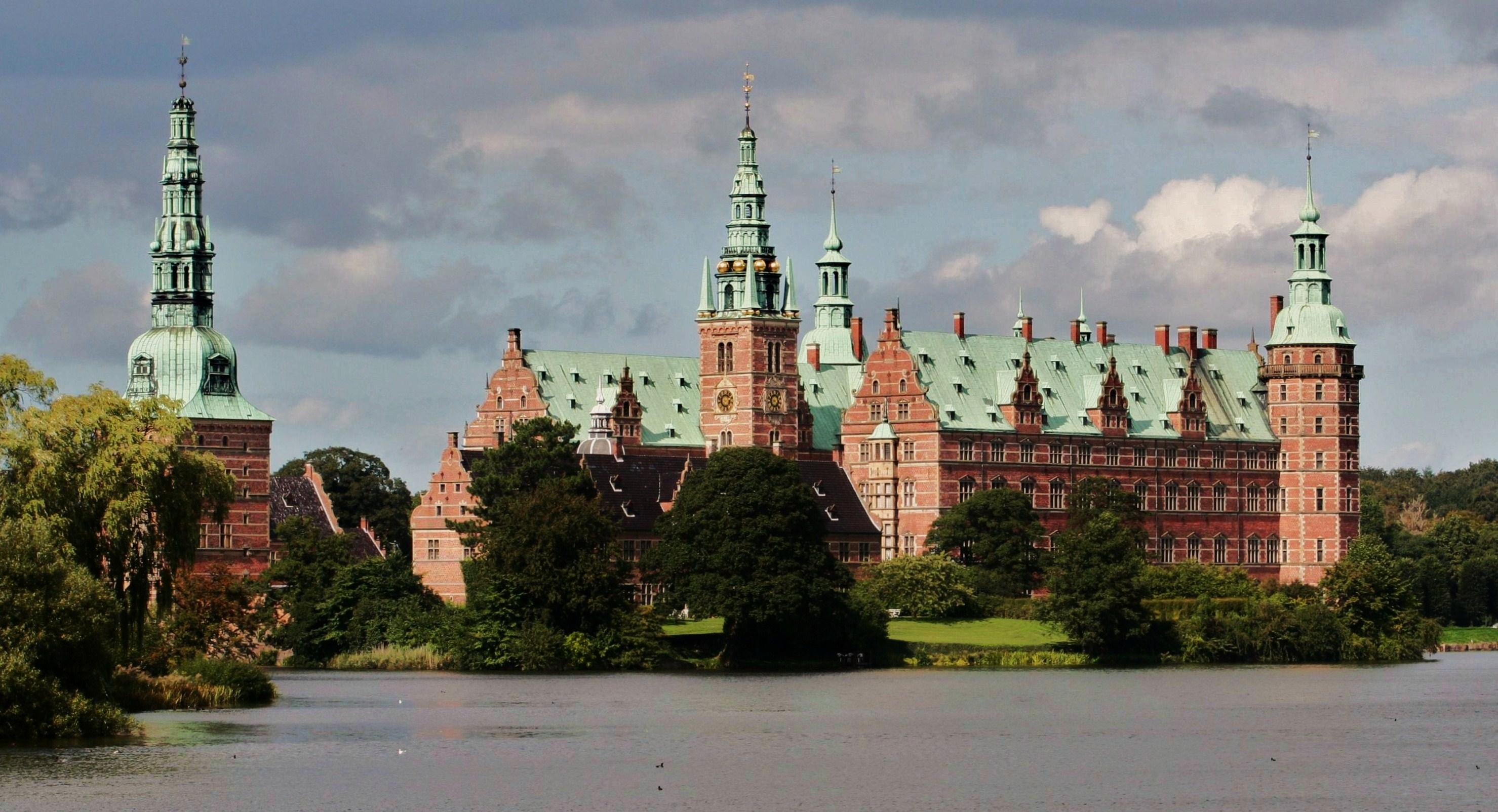
Schloss Frederiksborg von Südosten

Schloss Frederiksborg (dänisch Frederiksborg Slot) ist ein Wasserschloss in Hillerød auf der dänischen Insel Seeland. Es gilt als größtes und bedeutendstes Bauwerk der nordischen Renaissance und beherbergt heute das Dänische Nationalhistorische Museum.

## Geschichte
Das spätere Schloss Frederiksborg geht auf einen Gutshof des Mittelalters zurück, der 1275 das erste Mal schriftlich erwähnt wurde. 1560 erwarb der dänische König Friedrich II. das ehemalige Herrenhaus Hillerødsholm und die angrenzenden Ländereien. Er ließ das Herrenhaus zu einem Jagdsitz erweitern, wofür Baumaterial vom Abbruch des 1561 aufgelassenen Klosters Æbelholt verwendet wurde. Auch der Jahrmarkt wurde vom Kloster nach Frederiksborg verlegt. Ein Neubau kam zu seiner Zeit aber noch nicht zur Ausführung, und ein ursprünglich für Frederiksborg gearbeitetes Portal gelangte als Geschenk in das jütländische Schloss Voergaard. Friedrich II. hielt sich gerne auf Hillerød auf. Sein Sohn, der spätere König Christian IV., wurde 1577 dort geboren.
Das heutige Schloss entstand unter Christian IV. Er gilt als einer der baufreudigsten Fürsten seiner Zeit in Nordeuropa: Durch die Einnahmen aus dem Sundzoll standen ihm umfangreiche finanzielle Mittel zur Verfügung, die unter anderem auch den Bau der Schlösser von Glückstadt, Rosenborg und Halmstad ermöglichten. Sein größtes Schloss ließ der König in Hillerød errichten. Er ließ den alten Jagdsitz dort abtragen und auf drei kleinen Inseln im Frederiksborgsee das neue Schloss mit dem Namen seines Vaters durch den Baumeister Hans van Steenwinkel erbauen.

Blick in die Schlosskapelle

Seit Christian V. wurden alle dänischen Könige des Hauses Oldenburg (mit Ausnahme von Christian VII.) in der Frederiksborger Schlosskapelle gesalbt. Auch die Hochzeiten der königlichen Familie finden üblicherweise dort statt. Entlang der Galerien sind die Wappenschilde der Träger des Dannebrog-Ordens und des Elefanten-Ordens zu sehen. Einmalig ist auch die in Ebenholz, Elfenbein und Silber gearbeitete Orgel von Esaias Compenius aus dem Jahr 1610. Vermutlich die älteste originale und funktionsfähige Orgel Europas.
Im Rittersaal des Schlosses wurde 1720 mit dem Frieden von Frederiksborg zwischen Dänemark und Schweden der Große Nordische Krieg beendet. In der Nacht vom 16. auf den 17. Dezember 1859 brach im Schloss ein Feuer aus, das die Einrichtung im Hauptgebäude zerstörte. Nach dem Großbrand wurde Frederiksborg mit finanzieller Unterstützung des dänischen Industriellen Jacob Christian Jacobsen nach Plänen des Architekten Ferdinand Meldahl vollständig wiederhergestellt. 1878 gelang Carl Jacobson die Einrichtung eines Nationalhistorischen Museums. In etwa 60 Räumen werden Gemälde und Einrichtungsgegenstände aller Epochen gezeigt, die aus Schlössern und Herrenhäusern in ganz Dänemark zusammengetragen wurden.

## Bauwerk
Das Schloss liegt in einer Abfolge von drei Inseln am westlichen Rand des Schlosssees. Zur Stadt hin wird der Schlossbereich durch eine mit Türmen und Mauern bewehrte Vorburg geschützt, auf welche die mittlere Insel mit dem äußeren Schlosshof, dem Kastellanhaus und dem Neptunbrunnen folgt. Auf der letzten Insel liegt das eigentliche Schloss, dessen Mauern direkt aus dem Wasser aufragen.
Der Grundriss der dreiflügeligen Anlage ist hufeisenförmig, die Trakte sind um einen mit Arkaden geschmückten Ehrenhof errichtet. Der mittige Königsflügel mit seinen hofseitigen Treppen- und den gartenseitigen Wohntürmen bildet das Zentrum des Schlosses. Der nordwestliche Flügel – gekennzeichnet durch den größten Turm des Schlosses – beherbergt die Kapelle. Der gegenüberliegende Trakt ist als Prinzessinenflügel bekannt.
Das Schloss ist vollständig aus Backstein erbaut und mit Gesimsen, Ziergiebeln und Figurenschmuck aus Sandstein überreich im Stil der nordischen Renaissance dekoriert.
Der barocke Garten von Johan Cornelius Krieger mit Broderieparterre und Kaskade entstand von 1720 bis 1725 axial zur Nordfassade des Schlosses, er wurde von 1993 bis 1996 nach alten Vorlagen rekonstruiert.

## Schloss Frederiksborg in der Literatur
Das Schloss wird mehr als nur beiläufig erwähnt in dem Roman Unwiederbringlich von Theodor Fontane (1891). Die Handlung im Schloss spielt zur Zeit des Großbrandes im Jahre 1859. Zwei der Hauptfiguren im Roman finden Rettung, indem sie auf das Dach des Schlosses fliehen.

## Galerie

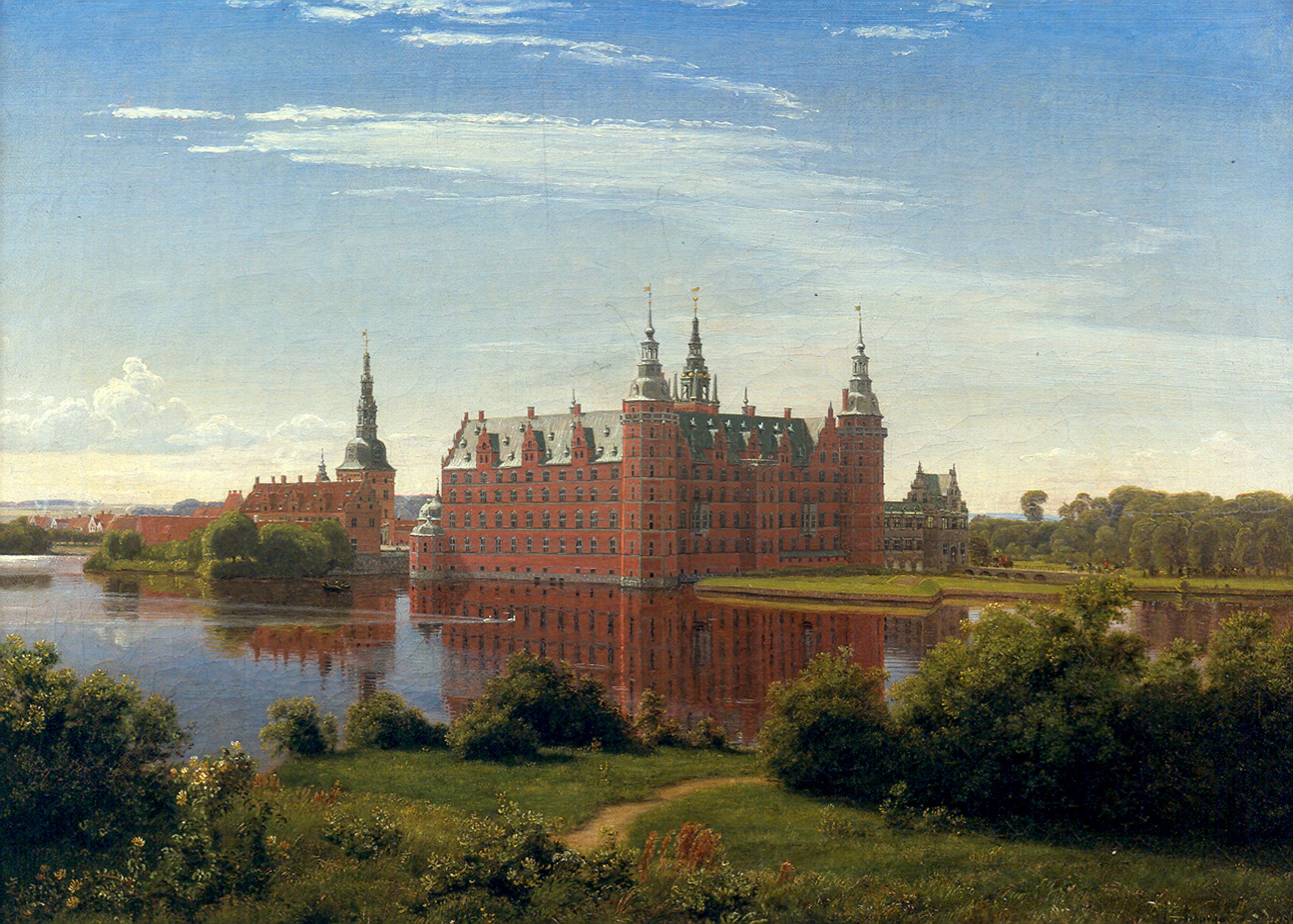
Das Schloss auf einem Gemälde um 1841
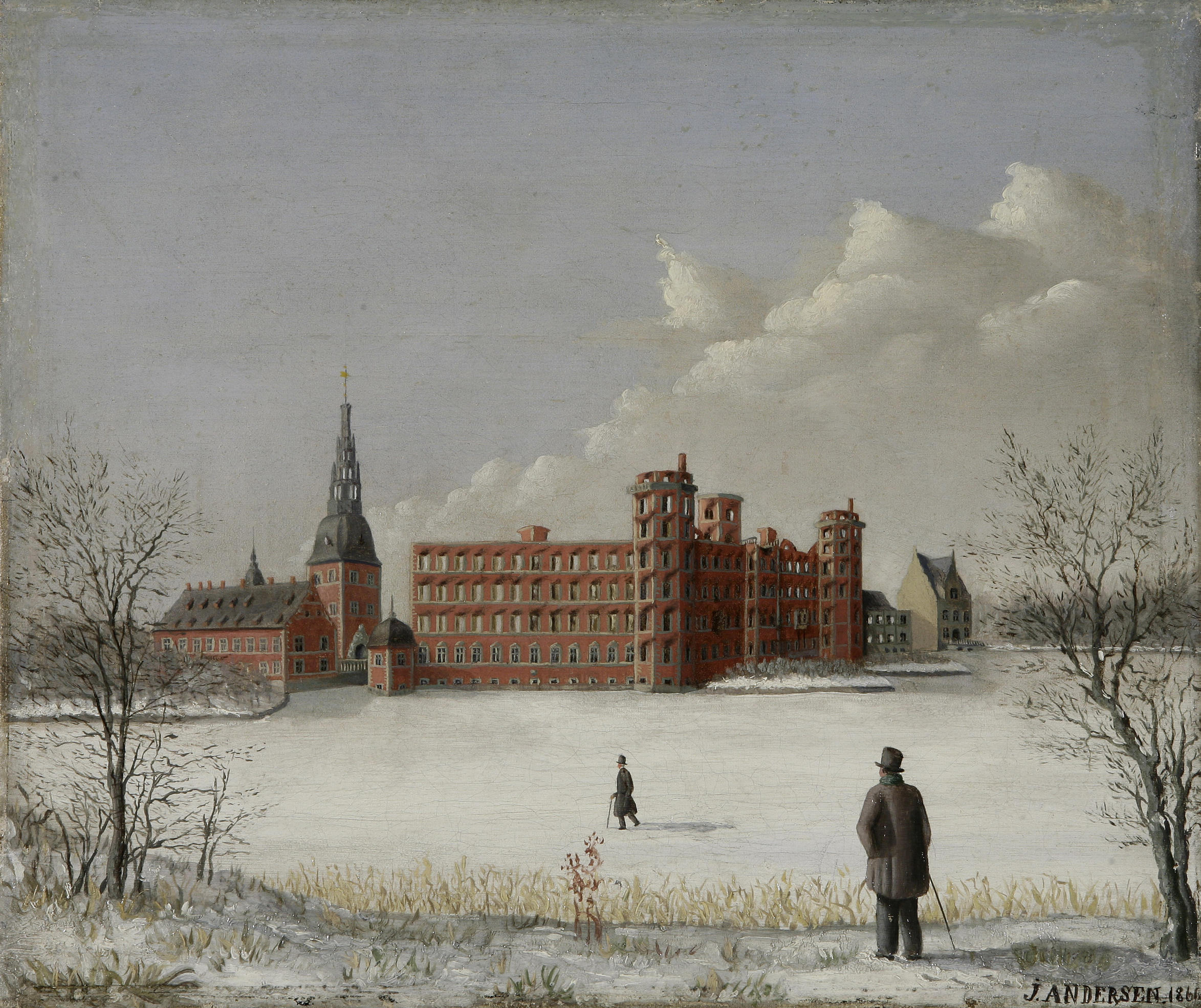
Das Schloss nach dem Brand, Gemälde von 1860
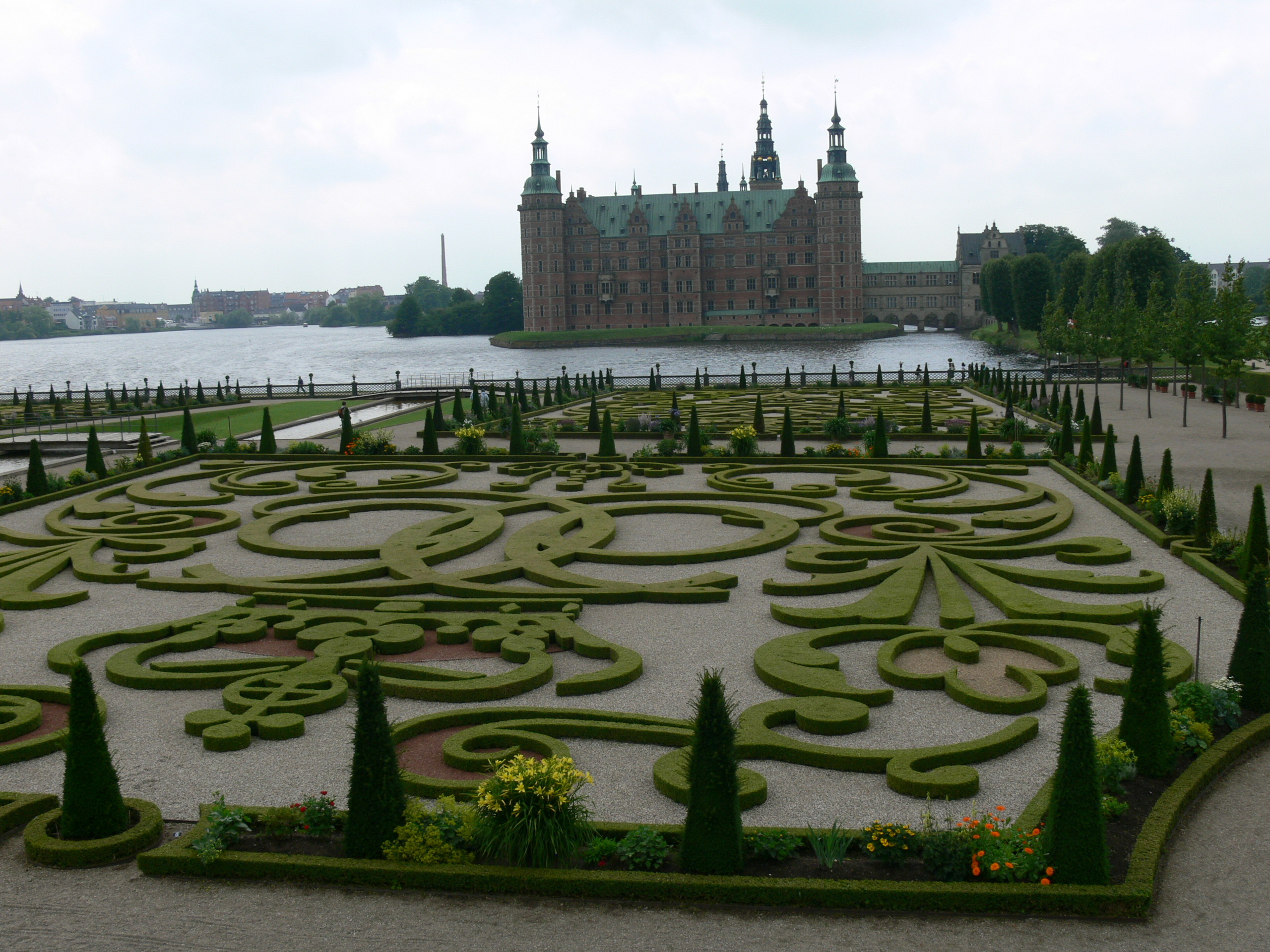
Blick vom Barockgarten auf die Nordfassade
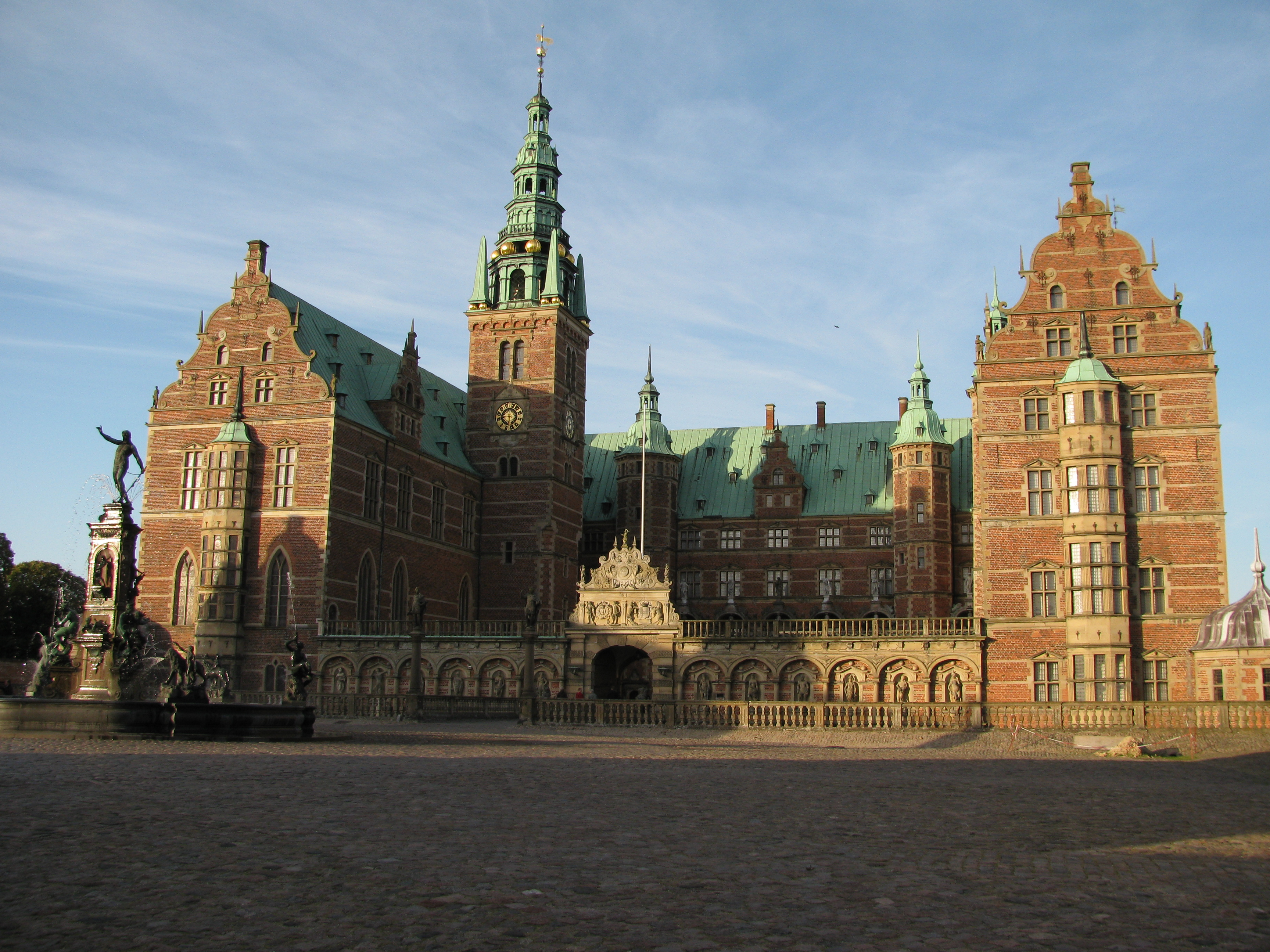
Blick vom äußeren Schlosshof auf Frederiksborg
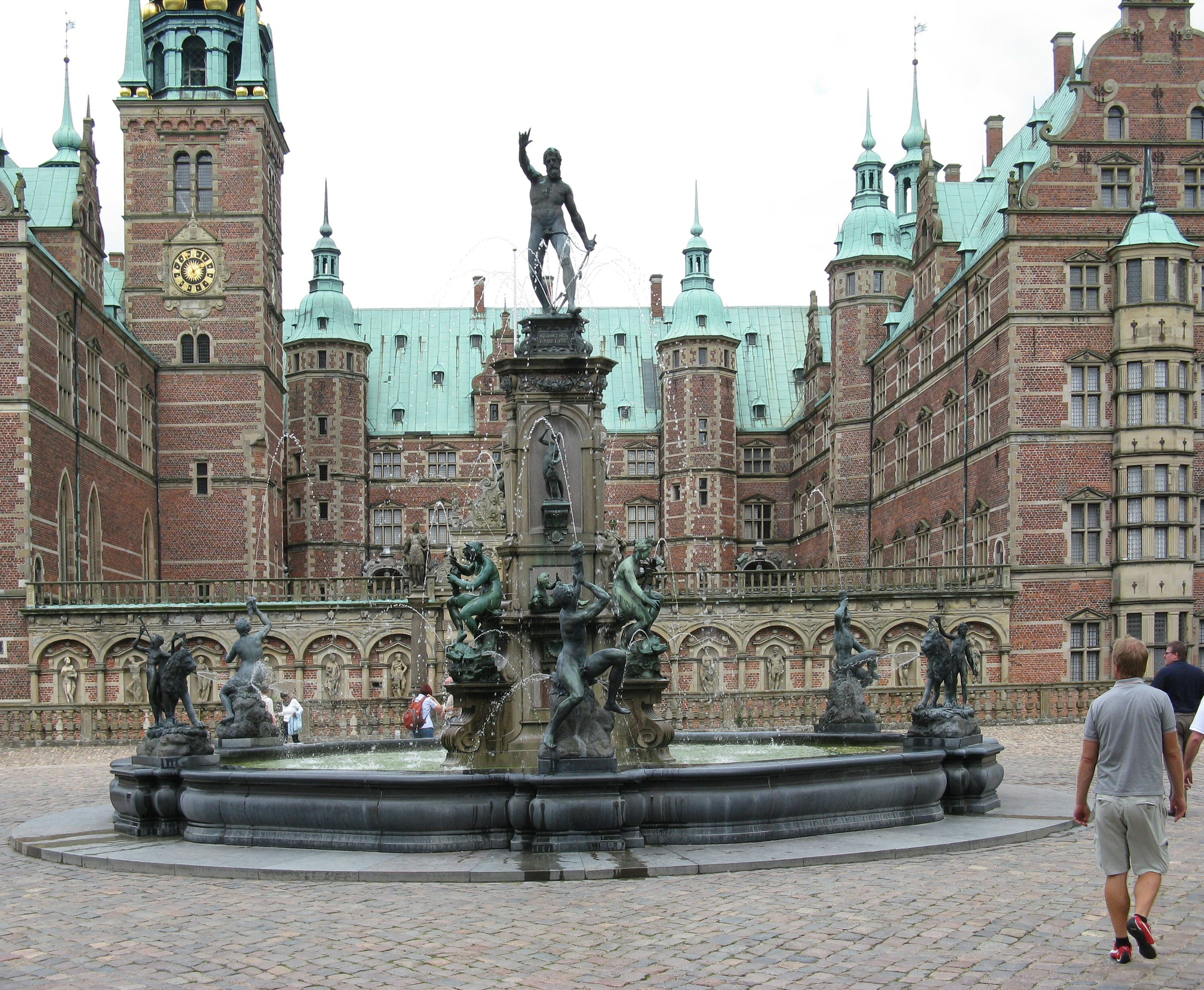
Der rekonstruierte Neptunbrunnen von Adriaen de Vries